# Guter Heinrich

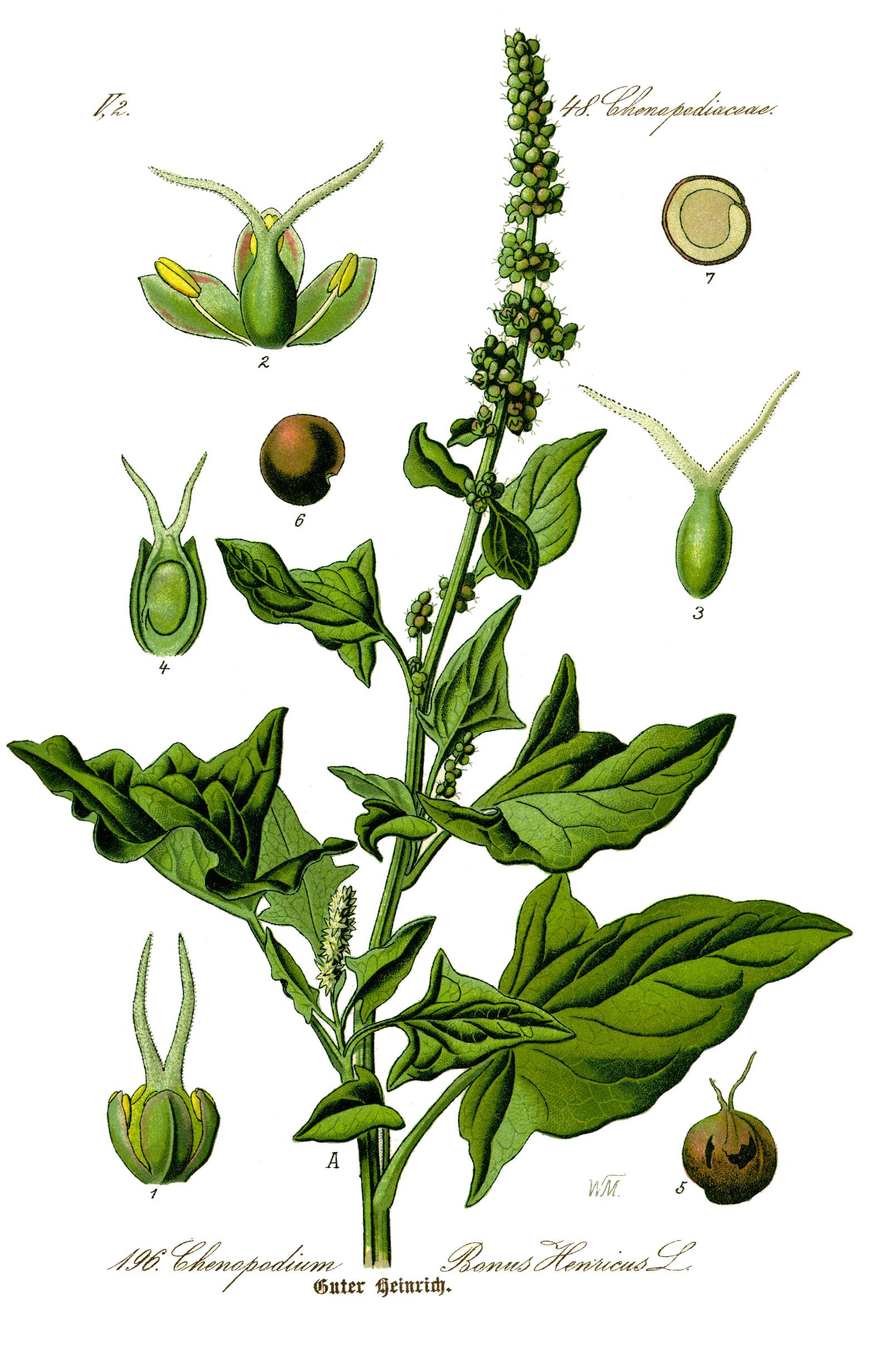
Illustration

Der Gute Heinrich (Blitum bonus-henricus (L.) Rchb., Syn.: Chenopodium bonus-henricus L.), auch Grüner Heinrich und Wilder Spinat genannt, ist eine Pflanzenart aus der Gattung Blitum in der Familie der Fuchsschwanzgewächse (Amaranthaceae). Traditionell wurde diese Art zur Gattung Gänsefüße (Chenopodium) gestellt und zusammen mit anderen in der früher als eigenständig behandelten Familie der Gänsefußgewächse (Chenopodiaceae) zusammengefasst.

## Beschreibung

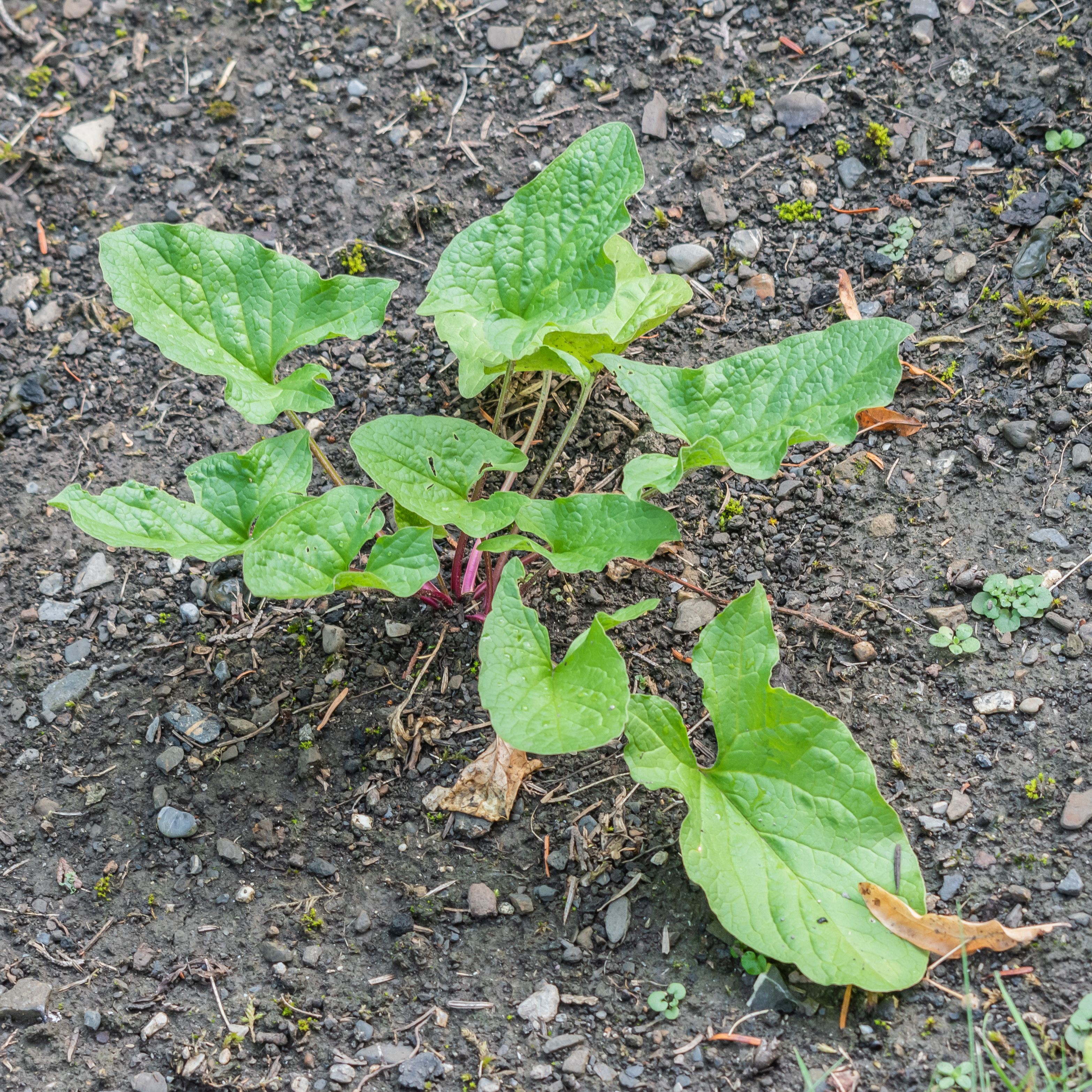
Blätter

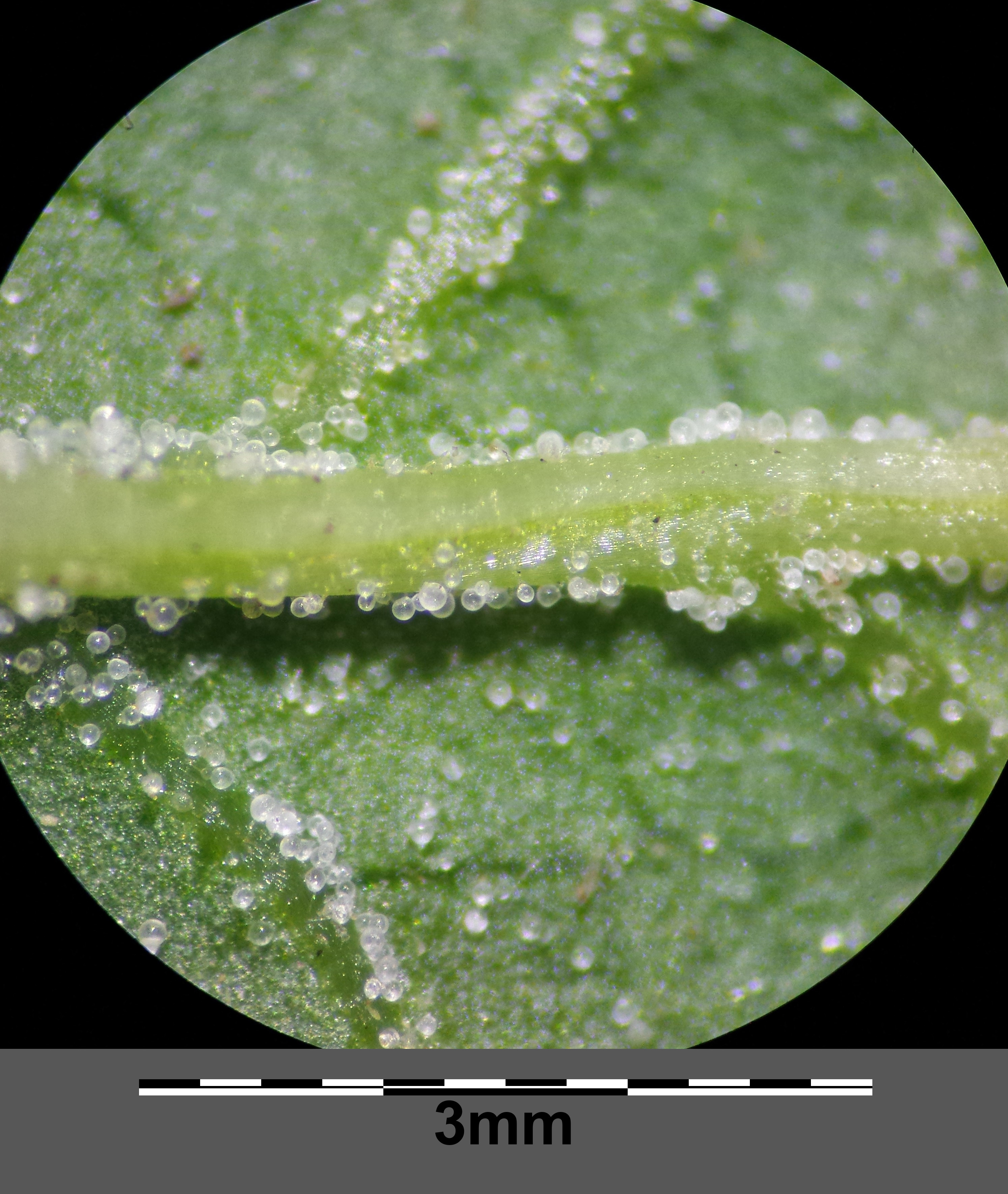
Laubblattunterseite mit Blasenhaaren

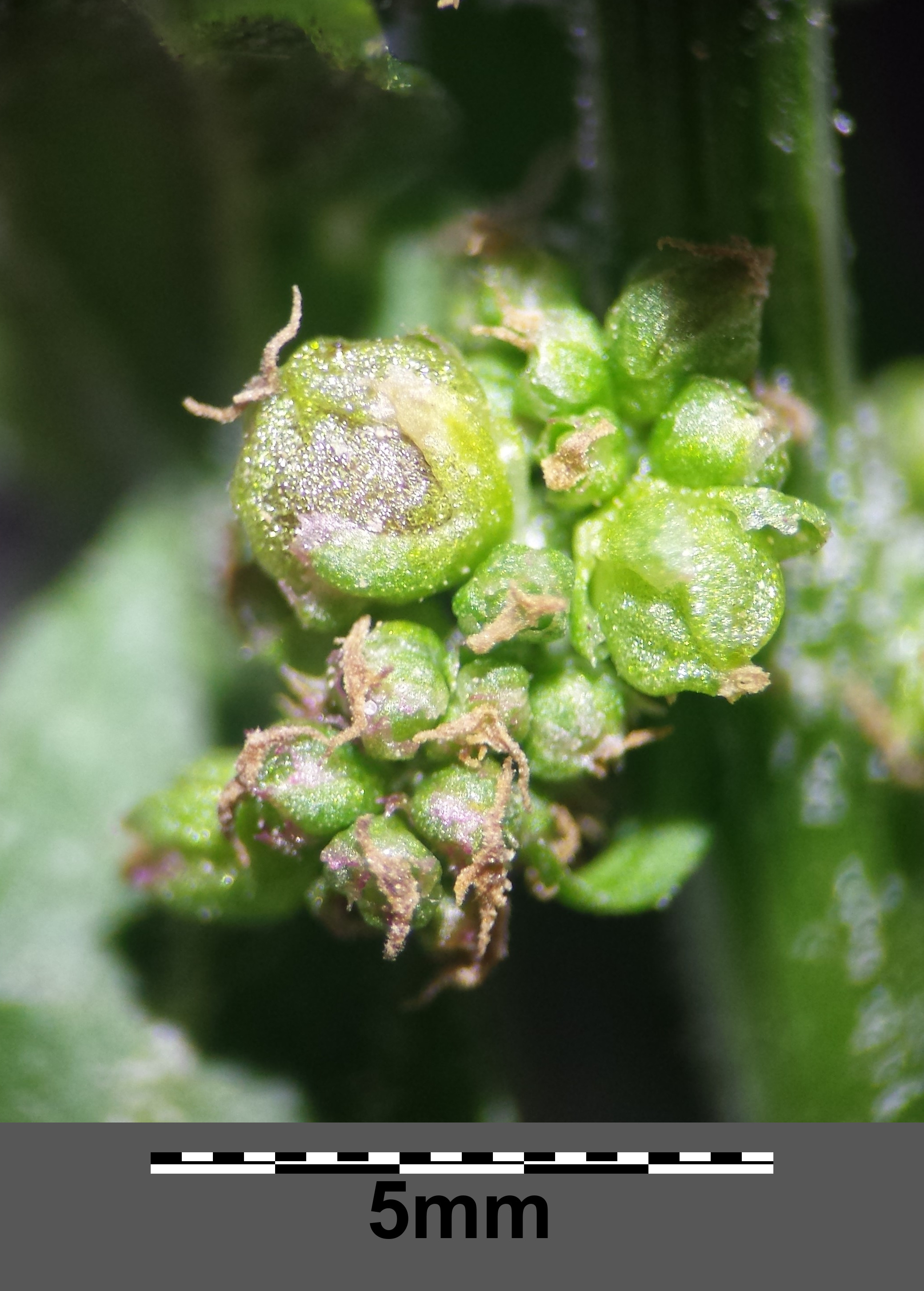
Blütenstand

Der Gute Heinrich wächst als ausdauernde krautige Pflanze und erreicht Wuchshöhen von etwa 10 bis 80 Zentimeter. Er besitzt meist mehrere aufsteigende bis aufrechte, unverzweigte Stängel und riecht unauffällig. Der Gute Heinrich ist eine hemikryptophytische Pleiokormstaude und besitzt eine bis 1,5 cm dicke, fleischige, mehrköpfige Wurzel.
Die wechselständigen Laubblätter sind ziemlich groß. Die unteren Blätter werden 5 bis 11 Zentimeter lang und 3 bis 9 Zentimeter breit und sind dreieckig bis spießförmig, fast ganzrandig, bis 15 Zentimeter lang gestielt, spitz oder stumpf, etwas klebrig, anfangs durch mehrzellig gestielte Blasenhaare und Gliederhaare mehlig, später verkahlend und dunkelgrün. Die oberen Blätter sind kleiner, kürzer gestielt und haben oft keine Spießecken.
Die 3 bis 5 Millimeter dicken Blütenknäuel sind an kurzen Verzweigungen in einem rispenähnlichen, endständigen, verlängerten, ziemlich schmalen und dichten, oft nickenden Blütenstand angeordnet, der nur im untersten Teil beblättert ist. Die endständigen Blüten der Knäuel sind zwittrig mit fünf Blütenhüllblättern und fünf Staubblättern, die seitständigen zwittrig oder weiblich mit drei bis fünf Blütenhüllblättern und ohne oder nur mit zwei bis vier Staubblättern. Die Blütenhüllblätter sind höchstens zur Hälfte miteinander verwachsen; die freien Teile sind schmal und überlappen sich nicht, nicht gekielt, mit einem schmalen, häutigen Rand und einer lappigen, fast zerschlitzt-gezähnten Spitze. Die meist zwei bis drei verlängerten Narben messen 0,8 bis 2 Millimeter.
Die Früchte sind einsamige Nüsse, die mit der Blütenhülle abfallen; das Perikarp klebt am Samen. Der linsenförmige Same steht senkrecht in den endständigen Blüten, waagrecht in den seitständigen. Er hat einen breit eiförmigen Umriss und ist am Rand gerundet; seine Länge beträgt 1,5 bis 2,2 Millimeter. Die Oberfläche ist dunkelrotbraun bis schwarz, matt, mit undeutlichen, rundlichen oder eckigen Vertiefungen und wenigen tiefen Rillen.

## Phänologie, Bestäubungs- und Ausbreitungsbiologie
Die Blütezeit reicht von April bis Oktober. Die unscheinbaren Blüten des Guten Heinrichs werden vom Wind bestäubt; sie lassen sich als „Pollen-Scheibenblumen“ klassifizieren. Die meisten Blüten eines Blütenstandes blühen gleichzeitig. Die Narben werden vor den Staubblättern reif. Die Verbreitung erfolgt als Anhafter (Klebausbreitung, Epizoochorie), durch Verdauungsausbreitung (Endozoochorie) sowie durch Menschenausbreitung (Anthropochorie).

## Chromosomenzahl
Der Gute Heinrich ist tetraploid mit einer Chromosomenzahl von 2n = 36.

## Ökologie
Der Gute Heinrich ist eine Futterpflanze für die Schmetterlingsraupen von Melden-Blütenspanner (Eupithecia sinuosaria), Gemüseeule (Lacanobia oleracea) und Meldeneule (Trachea atriplicis), sowie für den Melden-Blattspanner (Pelurga comitata).

## Vorkommen und Gefährdung
Der Gute Heinrich hat in Europa Vorkommen fast in allen Ländern; er fehlt nur in Island und im europäischen Teil der Türkei; in Litauen, Estland und in Moldau kommt er nicht ursprünglich vor, in Polen und Irland ist die Art eingebürgert. Außerhalb Europas kommt er als Neophyt vor in Marokko, Nordamerika und Neuseeland.
Der Gute Heinrich hat seinen Verbreitungsschwerpunkt in Mitteleuropa; auf den Britischen Inseln und im westlichen Frankreich gilt er als in jüngerer Zeit eingebürgert. Sein Verbreitungsgebiet reicht im Norden bis Süd-Skandinavien, im Osten bis ins westliche Russland; im Mittelmeergebiet ist die Art an die Gebirge gebunden. Der Gute Heinrich ist im östlichen Nordamerika eingebürgert.
Ursprünglich war diese Art in Wildlägern der Alpen beheimatet, später gelangte sie als Kulturfolger und durch Verwilderung aus Kultur in das Flachland und wanderte in dörfliche Ruderalgesellschaften ein. Dort kommt er zerstreut in Unkrautbeständen, vor allem im Umkreis bäuerlicher Siedlungen, an Straßen, Wegen, Zäunen, Dungstätten, im Trauf der Höfe und Ställe sowie an Viehlägern vor. In den Allgäuer Alpen steigt er im Tiroler Teil am Rothorngipfel bis zu 2392 m über Meereshöhe auf.
Als Pionierpflanze bevorzugt er frische, sehr nährstoffreiche, insbesondere ammoniakalische, milde, humose, sandige oder reine Ton- oder Lehmböden. Nach Ellenberg ist er eine Lichtpflanze mit ozeanischer Verbreitung, ein Frischezeiger, an übermäßig stickstoffreichen Standorten wachsend und eine Charakterart des Chenopodietum boni-henrici aus dem Verband der Klettenfluren (Arction lappae). Die ökologischen Zeigerwerte nach Landolt et al. 2010 sind in der Schweiz: Feuchtezahl F = 2 (mäßig trocken), Lichtzahl L = 4 (hell), Reaktionszahl R = 3 (schwach sauer bie neutral), Temperaturzahl T = 2+ (unter-subalpin und ober-montan), Nährstoffzahl N = 5 (überdüngt), Kontinentalitätszahl K = 3 (subozeanisch bis subkontinental).
Durch die Verstädterung und Sanierung der Dörfer, Burgrestaurierung und Mauerverfugung ist der Gute Heinrich auf diesen Sekundärstandorten in Mitteleuropa stark zurückgegangen. In Deutschland gilt er bundesweit als gefährdet (Rote Liste gefährdeter Arten 3). In Schleswig-Holstein, Mecklenburg-Vorpommern, Sachsen, Thüringen, Hessen und Rheinland-Pfalz wird er als gefährdet eingestuft, in Niedersachsen, Brandenburg und Nordrhein-Westfalen sogar als stark gefährdet (Rote Liste 2). In den Bundesländern Hamburg und Berlin ist er bereits vom Aussterben bedroht (Rote Liste 1).

## Systematik
Die Erstbeschreibung als Chenopodium bonus-henricus erfolgte 1753 durch Carl von Linné in Species Plantarum 1, S. 218. Der Name Blitum bonus-henricus (L.) Rchb. wurde erstmals 1832 von Ludwig Reichenbach in Flora germanica excursoria (Band 2, S. 582) verwendet. Nach neueren molekulargenetischen Untersuchungen ist der Gute Heinrich näher mit der Gattung Spinacia verwandt als mit den Gänsefüßen (Chenopodium) im engeren Sinne. Daher trennten Fuentes-Bazan et al. (2012) ihn von der Gattung Chenopodium ab und stellten ihn wieder in die Gattung Blitum. Diese wird zusammen mit Spinacia in die Tribus Anserineae gruppiert.
Homotypische Synonyme sind Agathophytum bonus-henricus (L.) Moq., Anserina bonus-henricus (L.) Dumort., Atriplex bonus-henricus (L.) Crantz, Chenopodium bonus-henricus L., Orthospermum bonus-henricus (L.) Schur und Orthosporum bonus-henricus (L.) T. Nees. Als weitere Synonyme gelten Blitum perenne Bubani, Chenopodium hastatum St.-Lag., Chenopodium ruderale Kit. ex Moq., Chenopodium ruderale St.-Lag., Chenopodium sagittatum Lam., Chenopodium spinacifolium Stokes, Chenopodium triangulare Dulac, Chenopodium triangularifolia Gilib. und Orthosporum unctuosum Montandon.

## Verwendung

### Nahrungspflanze
Als Wildgemüse hat der Gute Heinrich zahlreiche Verwendungsmöglichkeiten. Die noch nicht blühenden jungen Pflanzen werden wie Spinat verwendet, ältere Blätter sind allerdings bitter. Etwa 12 cm lange Triebe werden wie Spargel zubereitet. Im Balkan stellt man aus den zerstoßenen Rhizomen ein wie Erdnussbutter schmeckendes Konfekt her. Die Blüten kann man ähnlich wie Brokkoli dünsten.
Die gemahlenen Samen können als Mehlzusatz, beispielsweise zum Brotbacken, dienen. Es wird empfohlen, sie vor dem Verzehr über Nacht einzuweichen und gründlich abzuspülen, um die Saponine zu entfernen.

### Heilpflanze
Die Pflanze enthält Eisen und Vitamin C, aber auch Saponine und Oxalsäure. Sie war früher arzneilich gegen Hauterkrankungen im Einsatz. Auch gegen Wurminfektionen wurde sie verwendet (Anthelminthikum). Die Samen gelten als ein schwaches Abführmittel.

### Sonstige Nutzungen
Der Gute Heinrich kann als Färbepflanze verwendet werden, wobei gold-grüne Farbtöne erzielt werden.

## Trivialnamen
Für den Guten Heinrich bestehen bzw. bestanden auch die weiteren deutschsprachigen Trivialnamen: Allgut, Gänsefuß, Gutwurrichchrut (St. Gallen bei Werdenberg), Hackenscher (Schlesien), Wild Härchli (St. Gallen bei Werdenberg), Heilkraut (Österreich), Heimale (St. Gallen bei Sargans), Heimele (Luzern, Uri, Entlebuch, Graubünden), Heinerle (Graubünden), Gut Heinrich (Augsburg, mittelhochdeutsch), Stolzer Heinrich (Eifel, Thüringen), Heirach (St. Gallen bei Sargans), Heirichrut (St. Gallen bei Sargans), Hundsmelde, Küwurz, Lämmerohren (Schwaben), Lungwurz (Schlesien), Schmieriger Mangold, Mayer (mittelhochdeutsch), Schmerbel, Schmerling, Wäld Spinet (Siebenbürgen), Wundkraut (1582 erwähnt, Korrektheit der Zuordnung zum Guten Heinrich ist nicht sicher.).
Nach Jacob Grimm wurde die Bezeichnung „Heinrich“ bei Pflanzen öfter im Sinne von Kobold verwendet; Guter Heinrich bedeutet also eine „gute Heilpflanze“.